# Еммануель Іссозе-Нґонде
Франк Еммануель Іссозе-Нґонде (фр. Franck Emmanuel Issoze-Ngondet; нар. 2 квітня 1961 — 11 червня 2020) — габонський політичний діяч та дипломат, прем'єр-міністр Габону (29 вересня 2016 — 12 січня 2019), міністр закордонних справ Габону з 28 лютого 2012 до 28 вересня 2016 року, постійний представник Габону в ООН з серпня 2008 по січень 2009 року та з листопада 2009 до березня 2010 року, міністр енергетики Габону з січня 2009 по червень 2009 року, міністр зі зв'язків з парламентом та конституційних інститутів у середині 2009 року, у березні 2010 року був головою Ради Безпеки ООН. Член Габонської демократичної партії. Володів французькою та англійською мовами.

## Життєпис
Іссозе-Нґонде народився в місті Макоку. Він належить до народу кота, етнічної групи банту. З 1982 по 1986 рік навчався в «Університетському центрі політології та розвитку» в місті Лібревіль. У 1988 році закінчив ад'юнктуру в Національній школі адміністрації (фр. Ecole Nationale d'Administration) у Лібревілі.

### Дипломатична та політична кар'єра
Еммануель Іссозе-Нґонде почав працювати в міністерстві закордонних справ у 1988 році, спочатку він був радником міністерства. З 1988 по 1990 рік працював науковим співробітником у відділі угод та міжнародних конвенцій.
Працював радником з культури посольства Габону в Камеруні з 1990 по 1991 роки, першим радником посольства Габону у Великій Британії з 1991 по 1993 рік, першим радником посольства Габону в Канаді з 1993 по 1994 рік та першим радником посольства Габону в Німеччині з 1994 по 1997 рік.
Іссозе-Нґонде був директором відділу країн Америки Міністерства закордонних справ Габону з 1997 по 1998 рік, директором відділу країн Європі з 1998 по 2000 рік.
З 2000 по 2006 рік Іссозе-Нґонде був послом Габону в Південній Кореї, одночасно також був послом Габону в Таїланді. З 2003 по 2004 рік був послом Габону на Філіппінах.
У червні 2006 року Іссозе-Нґонде був призначений послом Габону в Ефіопії, та постійним представником Африканського союзу в Економічній комісії ООН для Африки Програми ООН з довкілля. У серпні 2007 року був призначений послом в Кенії, з одночасним виконанням обов'язків посла Габону в Ефіопії. У цей ж період був також головою підкомітету Африканського союзу з питань біженців, репатріантів та вимушених переселенців.
Після двох років постійного представника Африканського союзу, Іссозе-Нґонде був направлений в Нью-Йорк постійним представником Габону при Організації Об'єднаних Націй. Вручення вірчої грамоти Генеральному секретарю ООН Пан Гі Муном відбулось 25 серпня 2008 року. Він був постійним представником в ООН тільки за кілька місяців до свого призначення в уряді Габона як міністр енергетики, гідравлічних ресурсів і нових енергій 14 січня 2009 року. Після смерті президента Омара Бонґо 8 червня 2009 року, Іссозе-Нґонде був переведений 19 червня 2009 року на посаду міністра зі зв'язків з парламентом та конституційними інститутами. 22 липня 2009 року Іссозе-Нґонде був звільнений із посади міністра.
У серпні 2009 року, під час президентських виборів, Іссозе-Нґонде був координатором президентської кампанії Алі Бонґо Ондімба в провінції Оґове-Івіндо. 5 листопада 2009 року Іссозе-Нґонде був знову призначений на посаду постійного представника Габону в ООН.
28 лютого 2012 року Іссозе-Нґонде був призначений міністром закордонних справ Габону, замінивши на цій посаді Поля Тунґуї. 11 вересня 2015 року він був призначений на посаду державного міністра закордонних справ, франкофонії та регіональної інтеграції.
28 вересня 2016 року президент Габону Алі Бонґо Ондімба призначив Іссозе-Нґонде прем'єр-міністром, замість Даніеля Она Ондо.
Новий уряд, очолюваний Іссозе-Нґонде, було сформовано 2 жовтня 2016 року.
Іссозе-Нґонде брав участь у національному політичному діалозі 2017 року, як представник політичної більшості, та був одним із двох співголів цієї більшості, разом із Фаустіном Букубі.

## Особисте життя
Еммануель Іссозе-Нґонде був одружений із 2008 року, мав п'ятьох дітей.

## Літературна діяльність
Написав французькою мовою роман «Аскет у суді» (фр. Un Ascète Dans La Cour), який був опублікований видавництвом «L'Harmattan» 14 лютого 2007 року.